# Maïk Johansen
Pour les articles homonymes, voir Johansen.
Mykhaïlo Hervassiïovytch Johansen (en ukrainien : Майк Гервасійович Йогансен), dit Maïk Johansen (en ukrainien : Майк Йогансен, nom aussi transcrit Mike Johansen ou Yohansen), né le 16 octobre 1895 à Kharkov et mort exécuté le 27 octobre 1937 à Kiev, est un poète, écrivain en prose, dramaturge, traducteur, critique littéraire, philologue et linguiste ukrainien. Aussi connu sous les noms de plume Villi Vetselius (Willy Wetzelius) et M. Kramar, il est l'un des fondateurs de Vaplite.

## Biographie
Maïk Johansen naît le 16 octobre 1895 à Kharkov. Son père, un émigré letton, est professeur d'allemand et veille à ce que son fils reçoive une bonne éducation. Maïk Johansen effectue ses études secondaires au troisième gymnasium de Kharkov. Il a comme condisciples Grigori Petnikov (ru) et Bogdan Gordeïev, alias Bojidar (en), qui deviendront des poètes futuristes, ainsi que Iouri Platonov (ru), futur géographe et écrivain en prose. Maïk Johansen étudie ensuite à l'université de Kharkov, dont il sort diplômé en 1917 avec une spécialisation en latin. Il y reçoit notamment l'enseignement des linguistes Leonid Boulakhovsky (de) et Oleksa Syniavsky (ru) ; il mentionnera le nom de ce dernier dans son roman Voyage du docteur Leonardo et de sa future maîtresse la splendide Alceste à travers la Suisse villageoise (Подорож ученого доктора Леонардо і його майбутньої коханки прекрасної Альцести у Слобожанську Швайцарію, 1928).
Maïk Johansen travaille également avec d'autres figures de la vie culturelle ukrainienne : Mykola Khvyliovy, Ostap Vychnia, Iouriy Tioutiounnyk et Volodymyr Sossioura.

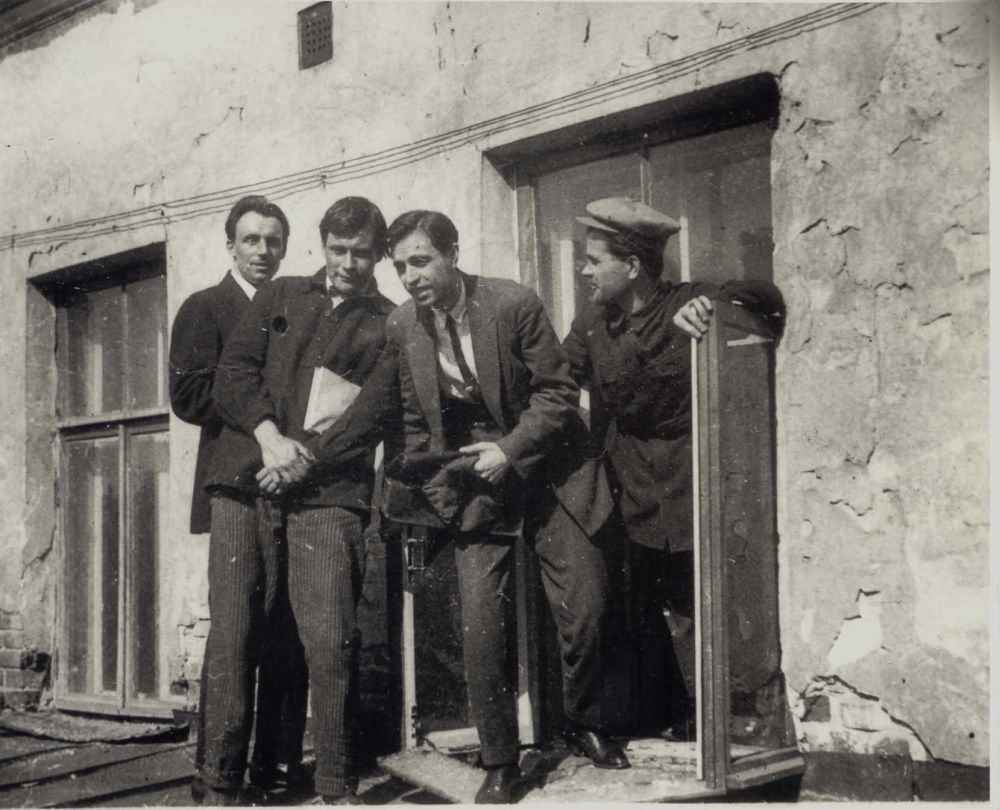
De gauche à droite :, Maïk Johansen, et Hryhoriy Epik. Kharkov, 1926.

En 1925, Maïk Johansen participe à la fondation de l'association Vaplite avec un groupe de ses collègues. Vaplite est contraint de se dissoudre en janvier 1928. Johansen fonde peu après le Groupe techno-artistique A, officiellement interdit en 1930. En 1934, Johansen rejoint l'Union des écrivains soviétiques d'Ukraine.
Le 18 août 1937, les commissaires du NKVD l'arrêtent à son domicile. Au cours de ses interrogatoires, Johansen ne cache pas ses opinions politiques. Entre autres, il accuse le gouvernement soviétique de persécution ciblée des écrivains ukrainiens et d'autres membres de l'intelligentsia ukrainienne. Accusé d'appartenir à une « organisation terroriste nationaliste bourgeoise ukrainienne », il est condamné à mort par le Collège militaire de la Cour suprême de l'URSS.
La sentence est exécutée : il est fusillé le 27 octobre 1937 dans la prison du NKVD de Kiev. La tombe symbolique de l'écrivain est située au cimetière de Loukianivka.

## Travaux littéraires
Au début de sa carrière littéraire, Maïk Johansen écrit de la poésie, surtout en allemand et en russe. Mais à partir de 1919, il commence à écrire uniquement en ukrainien après avoir été témoin de la brutalité des répressions russes à Kharkov.

### Poésie
Le style poétique de Maïk Johansen évolue au fil de sa carrière littéraire. Il est d'abord considéré comme romantique, social-national et expérimental : se rattachent à cette première période Vers la montagne (D'hori, 1921), Révolution (Révolioutsia, 1923), Le Cercle des pas (Krokoveïé kolo, 1923), Prologue à la Commune (Proloh do Komouny, 1924), et Héritage (« Dorobok », 1924). Ses œuvres ultérieures sont considérées comme plus « sophistiquées » — Le Frêne (Iassen, 1930) —, avant un tournant vers le réalisme socialiste — Ballades sur la guerre et la reconstruction (Baliady pro viïnou i vidboudovou, 1933).

### Œuvres en prose
Les œuvres en prose de Johansen ont été qualifiées de magistrales et « excellement modernes », d'avant-gardistes, d'expérimentales, et de « mystifications littéraires sophistiquées », ou encore de « transformation moderniste ». Son roman expérimental le plus connu est Voyage du docteur Leonardo et de sa future maîtresse la splendide Alceste à travers la Suisse villageoise (Подорож ученого доктора Леонардо і його майбутньої коханки прекрасної Альцести у Слобожанську Швайцарію, 1928).
- 1925 : 17 minutes (17 khvylyn), recueil de nouvelles
- 1925 : Les aventures de MacLayston, Harry Rupert et autres (Pryhody Mak-Leïstona, Harri Rouperta ta inchykh), roman
- 1928 : Voyage du docteur Leonardo et de sa future maîtresse la splendide Alceste à travers la Suisse villageoise (Podoroj outchenogo dokora Leonardo i iogo maïboutnoï kokhanki prekrasnoï Altsesti ou Slobojanskou Chvaïtsariou), roman expérimental
- 1931 : La vie de Haï Serhiïevytch Chaïba (Jyttia Haïa Serhiïevytcha Chaïby), recueil de nouvelles
- 1931 : Histoires sur Michael Parker (Opovidannia pro Maïkla Parkera), recueil de nouvelles
- 1932 : Voyage d'un homme portant une casquette (Podoroj lioudyny pid kepom), récit de voyage
- 1933 : Voyage au Daghestan (Podoroj ou Dagestan), récit de voyage
- 1936 : Kos-Tchaguil sur la rivière Emba (Kos-Tchahyl na Embi), récit de voyage

### Traductions
Maïk Johansen connait le grec ancien, le latin, l'allemand, le français et l'anglais. Il possède aussi une bonne connaissance des langues scandinaves et d'un certain nombre de langues slaves. Ses traductions incluent des œuvres de Friedrich Schiller, de William Shakespeare, d'Edgar Allan Poe et d'autres auteurs.

### Scénarios
Maïk Johansen écrit plusieurs scénarios pour des productions théâtrales. À plusieurs reprises, il travaille avec le célèbre Les Kourbas et son théâtre Berezil. Parmi ses œuvres les plus remarquables en ce domaine figure une adaptation ukrainienne du Mikado de Gilbert et Sullivan.
Il co-écrit avec Iouriy Tioutiounnyk le scénario du film muet Zvenigora d'Alexandre Dovjenko (1927). Le film est considéré comme une référence du cinéma ukrainien.
En 1929, il adapte Allô, fréquence 477 (Allo na khvyli 477), en collaboration avec Mykola Khvyliovy et Ostap Vychnia.

### Non-fiction
Maïk Johansen prend part à plusieurs grands projets sur la langue ukrainienne. Il  participe ainsi à la création de l'orthographe ukrainienne standardisée, qui est officiellement adoptée en 1928. Il œuvre aussi sur la latinisation de l'ukrainien. Il est l'auteur d'études sur la compilation de dictionnaires et sur la phonétique, comme sur la prononciation littéraire et dialectale ukrainienne, en particulier dans les régions de Chychaky et de Myrhorod.
- 1922 : Règles élémentaires de la versification (Elementarni zakony versyfikatsiï)
- 1926 : Comment construire une histoire courte (Iak boudouvaty opovidannia)
- 1926 : Dictionnaire russe-ukrainien (en collaboration avec Mykola Nakonetchny, Kostiantyn Nimtchynov et Borys Tkatchenko)
- 1929 : Dictionnaire russe-ukrainien des dictons populaires (en collaboration avec H. Mlodzinsky)